# Cleistanthus tomentosus
Cleistanthus tomentosus là một loài thực vật có hoa trong họ Diệp hạ châu. Loài này được Hance mô tả khoa học đầu tiên năm 1877.